# به من میگن بولدوزر
به من میگن بولدوزر (انگلیسی: Lo chiamavano Bulldozer) فیلمی ایتالیایی در ژانر کمدی به کارگردانی میکله لوپو است که در سال ۱۹۷۸ منتشر شد. از بازیگران آن می‌توان به باد اسپنسر و راینهارد کولدهوف اشاره کرد.